# セイヨウコウホネ
セイヨウコウホネ（学名: Nuphar lutea）は、スイレン科コウホネ属に属する水草の1種である。葉を水中と水面につけ（沈水葉と浮水葉）、浮水葉は長さ16–30センチメートル (cm)、葉柄の断面は三角形。花は黄色、カップ状で直径 3–6.5 cm、柱頭盤は円形（図1）。ヨーロッパからシベリア、西アジアなどに広く分布している。学名のうち、種小名の lutea はラテン語で「黄色」を意味し、花の色を示している。

## 特徴
ふつう夏緑性多年生の水生植物であり、沈水葉と浮水葉をつける（下図2）。地下茎は横走し、直径 3–8(–15) cm。地下茎の分断による栄養繁殖を行う。葉柄の断面は三角形から半円形、直径3–10ミリメートル (mm)。浮水葉は広楕円形から卵形、16–30 × 11.5–22 cm、基部は長さの1/3ほど切れ込み、葉脈は羽状で側脈は16–29対、ときに裏面に毛が密生する（下図2b, c）。
花期は6–9月、直径 4–10 mm の花柄の先端に、カップ状で直径 3–4.5(–6.5) cm ほどの黄色い花が単生する。個々の花は4–8日間連続して開花しており、夜間でも閉じることはない。萼片はふつう5枚、黄色（基部はときに緑色）（下図3a, b）。花弁は多数、黄色（下図3a）。雄しべの葯は 4–7 mm、黄色、花糸は葯長の1–2倍、内向だが開花後に反り返る（下図3a, b）。柱頭盤は直径 7–13 mm、ほぼ円形、柱頭は11–21個（下図3a, b）。花は酢酸エチルを生成し、この匂いおよびおそらく果実の形態に基づき、本種は「brandy bottle」ともよばれる。果実は水上で熟し、緑色で表面は平滑、つぼ形（下図3c）、2.6–4.5 × 1.9–3.4 cm、頸部は直径 3–9 mm、45–650個ほどの種子を含む。
底泥の嫌気的環境において、根は嫌気呼吸によってアルコールを生成し、浮水葉や花に運ばれて放出される。また、嫌気的な環境におかれた種子は、フェノール類であるレゾルシノールを分泌し、レゾルシノールは nupharolutine などのアルカロイドとともに、他の植物や微生物に対するアレロパシー効果があるものと考えられている。

## 分布・生態

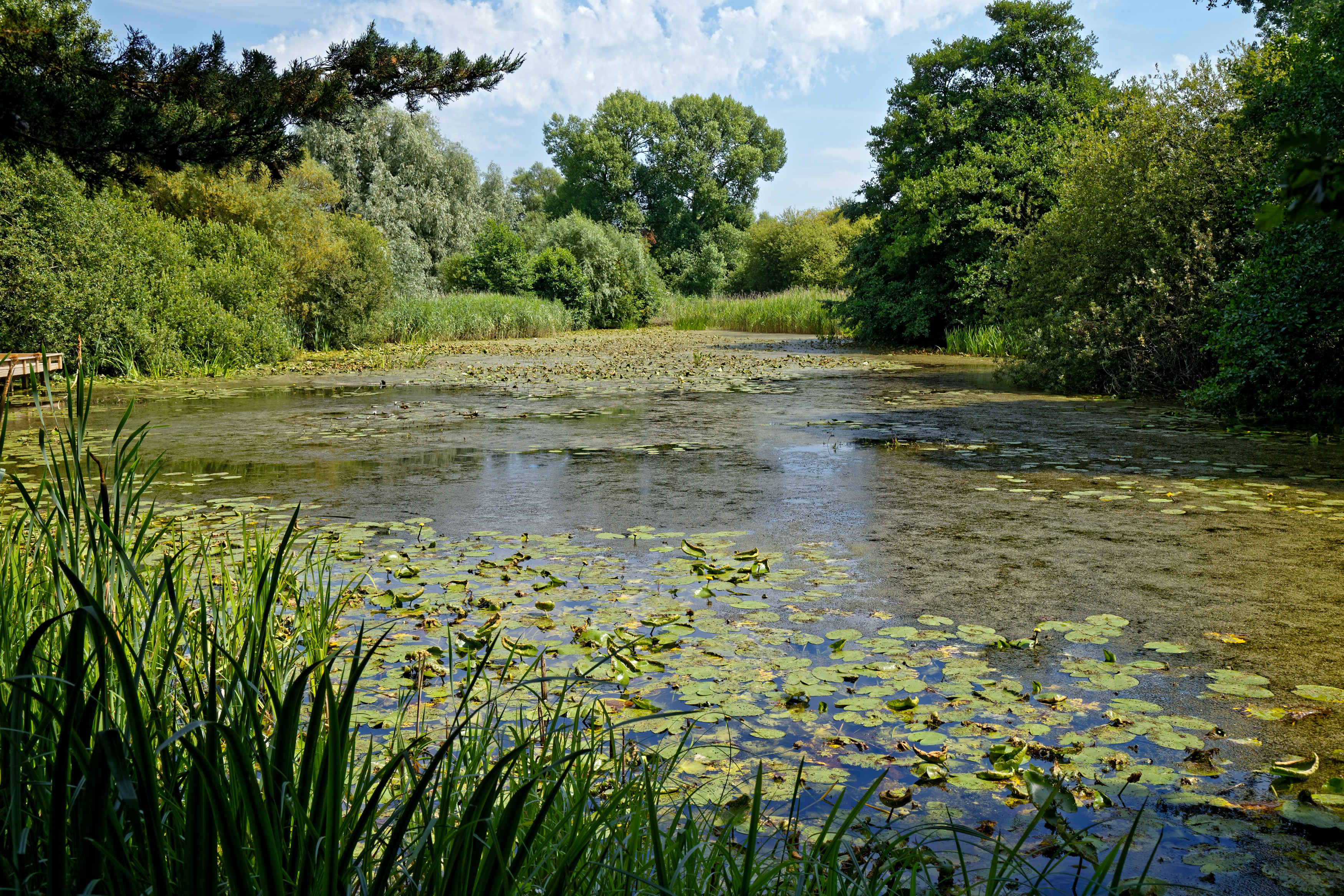
4. 水面に広がるセイヨウコウホネ（イギリス）

ヨーロッパからシベリア、アルジェリア、西アジア、中央アジアに分布している。同様に広域分布種であるネムロコウホネにくらべて、低緯度、低地に分布する傾向がある。また、バングラデシュ、沿海地方、ニュージーランドなどに帰化している。
湖沼や池、流れが緩い河川などに生育する（図2a, 4）。泥質やシルト質の基質を好む。個体としては極めて長命であり、100年以上になると考えられている。セイヨウスイレンが同所的に存在する場合には、セイヨウスイレンよりも深所に生育する。また、セイヨウスイレンに比べて水底の撹乱や富栄養に強いが、酸性水質（pH6以下）には弱いとされる。
明瞭な雌性先熟を示す。酢酸エチルを含む強い匂いを発して送紛者を誘引する。花弁背軸側から蜜を分泌し、また柱頭の分泌液や花粉が報酬となる。さまざまな昆虫が訪花するが、ハナバチや双翅目が主要な送紛者である例が報告されている。自家和合性をもつ。
熟した果実は脱離し、2–3日浮遊したのちに裂開して種子を放出し、種子は水流散布されるが浮力は弱い。種子は、魚や水鳥によって被食散布される可能性もある。種子は嫌気的環境の方が発芽率が良いとする報告がある。

## 人間との関わり

5. フリースラント州の旗

地下茎や葉、果実は食用とされることがある。地下茎はアルカロイドを含み、ときに民間薬に使われる。またホメオパシー信者の間では、セイヨウコウホネの成分を抽出したものが使用されることがある。
観賞用に栽培されることがある。
セイヨウコウホネの葉をモチーフにしたハート形のシンボルは seeblatt (pompeblêden) とよばれ、オランダのフリースラント州の旗には7つの seeblatt が描かれている（図5）。またブリストル大聖堂やウェストミンスター修道院では天井にセイヨウコウホネの花を形どった浮き彫りが施されており、不淫を意味するモチーフと考えられている。

## 分類
本種はコウホネ属のタイプ種である。
コウホネ属の植物は変異が大きく種の境界が不明瞭であるため、さまざまな分類体系が提唱されている。例えば Beal (1955, 1956) は世界中のコウホネ属植物をコウホネとセイヨウコウホネの2種にまとめ、それまでに認識されていたほとんどの種をセイヨウコウホネに含めている。そのため、この意味でのセイヨウコウホネは北米からユーラシアにわたって広く分布する種とされる（2020年現在では、この分類は支持されていない）。
セイヨウコウホネの中では、葉の大きさや毛の有無、花や果実の色などに変異が大きい。そのような変異に基づいて多くの種が記載されているが、2020年現在ではふつう同一種にまとめられている。
ネムロコウホネの分布と重なる地域では雑種が形成され、Nuphar × spenneriana Gaudin (1828) とよばれる。